# Pentila
Pentila är ett släkte av fjärilar. Pentila ingår i familjen juvelvingar.

## Bildgalleri

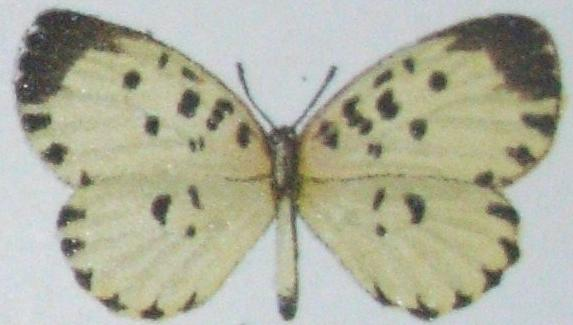
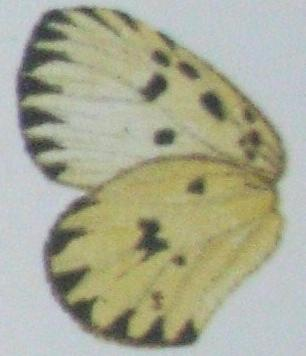
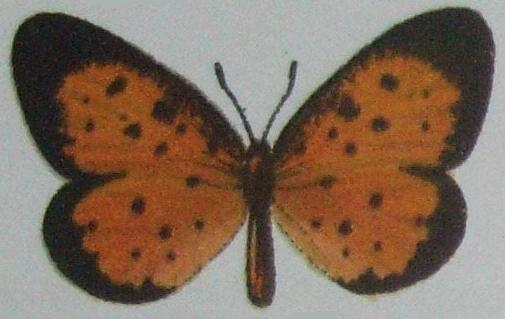
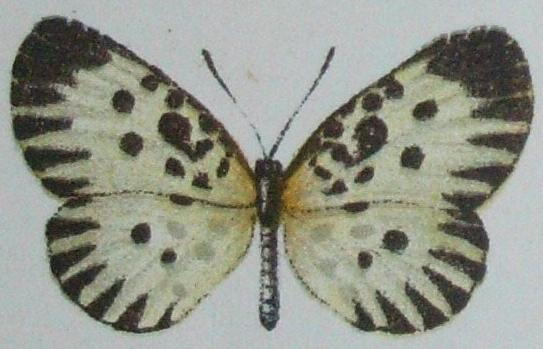
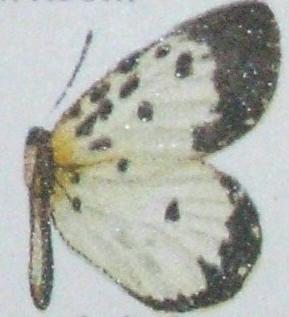
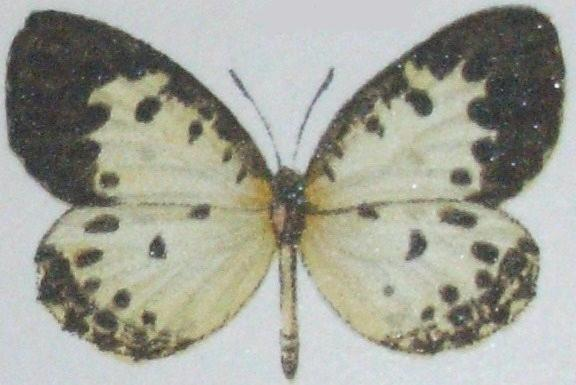

## Dottertaxa tillPentila, i alfabetisk ordning[1]
- Pentila abraxas
- Pentila affixa
- Pentila alba
- Pentila alberta
- Pentila albida
- Pentila amaenaidoides
- Pentila amenaida
- Pentila amenaidana
- Pentila aspasia
- Pentila auga
- Pentila benguellana
- Pentila bertha
- Pentila bitje
- Pentila camerunica
- Pentila carcassoni
- Pentila cataractae
- Pentila catauga
- Pentila catori
- Pentila christina
- Pentila chyulu
- Pentila clarensis
- Pentila cloetensi
- Pentila condamini
- Pentila congoana
- Pentila congoensis
- Pentila connectens
- Pentila cydaria
- Pentila dama
- Pentila derema
- Pentila elfrieda
- Pentila elfriedana
- Pentila elisabetha
- Pentila elpinice
- Pentila evander
- Pentila fallax
- Pentila fayei
- Pentila fidonioides
- Pentila fontainei
- Pentila gabunica
- Pentila glagoessa
- Pentila hedwiga
- Pentila hewitsoni
- Pentila immaculata
- Pentila inconspicua
- Pentila jama
- Pentila landbecki
- Pentila lasti
- Pentila latefascia
- Pentila laura
- Pentila lavinia
- Pentila leopardina
- Pentila limbata
- Pentila lucayensis
- Pentila lunaris
- Pentila maculata
- Pentila mariana
- Pentila mesia
- Pentila mombasae
- Pentila multiplagata
- Pentila multipunctata
- Pentila mylothrina
- Pentila nero
- Pentila nigeriana
- Pentila nigribasis
- Pentila nunu
- Pentila nyassana
- Pentila obsoleta
- Pentila occidentalium
- Pentila parapetreia
- Pentila pardalena
- Pentila paucipunctata
- Pentila pauli
- Pentila petreia
- Pentila petreoides
- Pentila phidia
- Pentila picena
- Pentila preussi
- Pentila prodita
- Pentila pseudorotha
- Pentila radiata
- Pentila ras
- Pentila rogersi
- Pentila roidesta
- Pentila rondo
- Pentila rotha
- Pentila sigiensis
- Pentila subfuscata
- Pentila subochracea
- Pentila swynnertoni
- Pentila tachyroides
- Pentila telesippe
- Pentila tochyroides
- Pentila torrida
- Pentila tripunctata
- Pentila tropicalis
- Pentila ueleensis
- Pentila umangiana
- Pentila umbra
- Pentila yaunda